# Universität Miguel Hernández Elche
Die Miguel-Hernández-Universität Elche oder UMH (in valencianisch Universitat Miguel Hernández d'Elx, in Spanisch Universidad Miguel Hernández de Elche) ist eine spanische Universität in der Provinz Alicante. Die Campus der Universität sind auf vier Städte verteilt. Der Hauptcampus befindet sich in Elche, die anderen Campi in Sant Joan d’Alacant, Altea und Orihuela. Sie wurde 1997 gegründet und ist nach dem Dichter Miguel Hernández benannt.

## Campus – Fakultäten und Hochschulen – Studium
- Campus von Elx
  - Fakultät für Erfahrungswissenschaften
    - Umweltwissenschaften
    - Biochemie (Hauptstudium)
    - Statistik (Diploma)
    - Statistische Wissenschaften und -techniken

  - Fakultät für Sozial- und Rechtswissenschaften von Elche
    - Sportwissenschaften
    - Jura
    - Journalistik
    - Psychologie
    - Sozialpartnerschaft (Diploma)
    - Sozial- und Kulturanthropologie
    - Finanz- und Aktuar-Wissenschaften
    - Marktforschung und -techniken

  - Polytechnische Hochschule von Elche
    - Nachrichtentechnik (5 Jahren)
    - Industrie-Ingenieurwissenschaft (5 Jahren)
    - Nachrichtentechnik, Spezialgebiet in Telekommunikationssystemen (3 Jahren)
    - Nachrichtentechnik, Spezialgebiet in Elektronischen Systemen (3 Jahren)
    - Technische Industrie-Ingenieurwissenschaft (3 Jahren)
    - Materialien-Ingenieurwissenschaft

- Campus von Altea
  - Fakultät für Schöne Künste
    - Schöne Künste

- Gesundheitswissenschaften-Campus von Sant Joan d’Alacant
  - Fakultät für Pharmazie
    - Pharmazie

  - Medizinische Fakultät
    - Medizin
    - Physiotherapie
    - Podologie
    - Ergotherapie

- Campus von Orihuela
  - Polytechnische Hochschule von Orihuela
    - Landwirtschaft-Ingenieurwissenschaft, Spezialgebiet in Bebauung
    - Landwirtschaft-Ingenieurwissenschaft, Spezialgebiet in Gemüsegarten und Gartenpflege
    - Landwirtschaft-Ingenieurwissenschaft, Spezialgebiet in Agrar- und Nahrungsmittelindustrie
    - Bachelor of Science in Management Information Systems
    - Nahrungsmittelwissenschaften und Technologie
    - Önologie

  - Fakultät für Sozial- und Rechtswissenschaften von Orihuela
    - Betriebswirtschaftslehre
    - Politikwissenschaften